# Buchenmühle (Lohr am Main)
Buchenmühle ist ein Gemeindeteil der Stadt Lohr am Main im unterfränkischen Landkreis Main-Spessart in Bayern. Buchenmühle liegt in der Gemarkung Steinbach.

## Geographische Lage
Die Einöde liegt im tief eingeschnittenen Tal des Buchenbachs der Wallfahrtskirche Mariabuchen direkt gegenüber und ist allseits von Wald umgeben. Eine Anliegerstraße führt den Buchenbach entlang nach Steinbach zur Staatsstraße 2435 (2,4 km nordwestlich).

## Geschichte
Mit dem Gemeindeedikt (frühes 19. Jahrhundert) wurde Buchenmühle der neu gebildeten Ruralgemeinde Steinbach zugewiesen. Im Zuge der Gebietsreform in Bayern wurde Buchenmühle am 1. Januar 1972 nach Lohr am Main eingemeindet.